# Teresa Halik
Teresa Halik (ur. 23 września 1949 w Białej Podlaskiej, zm. 4 stycznia 2015 w Warszawie) – polska sinolożka i wietnamistka, doktor nauk filologicznych.

## Życiorys
Ukończyła sinologię na Uniwersytecie Warszawskim, w latach 1977–1980 odbyła studia magisterskie w zakresie historii Wietnamu na Uniwersytecie w Hanoi. Była też stypendystką między innymi London School of Economics oraz Pekińskiego Instytutu Języków Obcych.
Pracowała na Wydziale Orientalistycznym UW oraz w Zakładzie Krajów Pozaeuropejskich PAN. Badaczka mniejszości wietnamskiej w Polsce, autorka licznych prac poświęconych problematyce wietnamskiej kultury i mentalności, a także integracji Wietnamczyków z polskim społeczeństwem. Badała też dzieje i przemiany polityczne Wietnamu. Współautorka pierwszego wydanego w Polsce podręcznika do nauki języka wietnamskiego (wraz z Hoang Thu Oanh). Wykładała język wietnamski na filologii wietnamsko-tajskiej na Uniwersytecie im. Adama Mickiewicza w Poznaniu. W swojej pracy naukowej szczególnie ceniła dydaktykę i współpracę ze studentami.
Była żoną socjologa medycyny dr. Janusza Halika. Mieszkała w podwarszawskim Pruszkowie, z którym podkreślała swoje szczególne związki i w którym działała społecznie. Była miłośniczką zwierząt.